# أندرياس كون
أندرياس كون (بالمجرية: Kun András) هو راهب ‏ مجري، ولد في 8 نوفمبر 1911 في Nyírbátor ‏ في المجر، وتوفي في 19 سبتمبر 1945 في بودابست في المجر بسبب شنق.